# Simon Mann
Simon Mann   (Aldershot, 26 de juny de 1952 - Londres, 8 de maig de 2025) va ser un expert de mètodes de seguretat, mercenari i exoficial de l'Exèrcit Britànic, que va adquirir la ciutadania sud-africana. Va ser acusat de tramar un cop d'estat contra el govern de Guinea Equatorial liderant una força mercenària en un intent de segrest o assassinat contra el president Teodoro Obiang a la seva capital, Malabo.

## Biografia
El seu pare, George Mann, va ser el capità de l'equip anglès de criquet a la fi dels anys 1940 i hereu de l'imperi cerveser Watney Mann que actualment està incorporat a Diageo, la major corporació alcohòlica del món. El pare de George (l'avi de Simon), Frank Mann, també va ser capità de l'equip anglès de criquet (en 1922/23).
Després d'estudiar a Eton College, Simon Mann va entrenar com a oficial en la Reial Acadèmia Militar de Sandhurst i es va unir als Scots Guards en desembre de 1972 Pel 1976 assolí el grau de tinent. Més tard va arribar a ser membre del SAS i va estar destinat a Xipre, Alemanya, Noruega i Irlanda del Nord abans de deixar aquest ram el 1985. Va ser tret de la reserva per la Guerra del Golf de 1990-1991.
Després de deixar el SAS en 1985, Mann va entrar al camp de la seguretat informàtica; no obstant això, el seu interès en aquesta indústria va acabar quan va tornar del Golf i va entrar en la indústria petroliera per treballar amb Tony Buckingham. Buckingham també tenia formació militar i havia treballat als camps petroliers del Mar del Nord abans d'anar a una corporació petroliera canadenca. En 1993 les forces angoleses d'UNITA es van apoderar del port de Soyo, tancant els seus pous de petroli. El govern de José Eduardo dos Santos va buscar una força mercenària per reprendre el port i van demanar auxili a Buckingham, que ja va tenir la seva pròpia companyia. Buckingham va contractar a una organització sud-africana (Executive Outcomes) i Mann i Buckingham es van embullar en les activitats mercenàries d'Executive Outcomes.
El 1996, Mann va establir Sandline International juntament amb Tim Spicer. Sandline funcionava majoritàriament a Angola i Sierra Leone però el 1997 va rebre un encàrrec del govern de Papua Nova Guinea per aixafar un aixecament a l'illa de Bougainville i la corporació va adquirir el reconeixement mundial. Sandline International va ser tancada el 16 d'abril de 2004.
En 2002 Granada Television, una cadena televisiva privada del nord d'Anglaterra, li va demanar a Mann que representés al Coronel Wilford del Regiment Paracaigudista en la seva dramatització dels esdeveniments del Diumenge Sagnant. Aquesta és la seva única participació com a actor fins avui.
El 7 de març de 2004 Simon Mann i 69 altres homes van ser detinguts en Zimbàbue quan el seu Boeing 727 va ser pres per forces de l'Estat durant una escala a Harare, on se suposava que anaven a rebre £100000 en armes i equipatge. Van ser acusats de violar les lleis d'immigració, control d'armes i seguretat i estar involucrats en un intent de cop d'estat a Guinea Equatorial. Mentrestant 8 homes van ser detinguts a Guinea Equatorial acusats de ser mercenaris, un dels quals va morir més tard a la presó, en connexió amb la suposada conspiració. Mann i els altres van dir que no es dirigien a Guinea, sinó al Congo per treballar com a guàrdies de seguretat en una mina de diamants. Mann i els seus col·legues van ser jutjats a Zimbàbue i el 27 d'agost d'aquest any, Mann va ser declarat culpable de tractar de comprar armes per a un suposat complot colpista i condemnat a 7 anys de presó a Playa Negra. 66 dels altres homes van ser exculpats.
El 25 d'agost, Sir Mark Thatcher, el fill de l'exprimera ministra del Regne Unit Margaret Thatcher, va ser detingut en la seva llar a Ciutat del Cap. Va ser trobat culpable (sota un acord amb el fiscal) de proveir suport financer al complot de manera negligent.
El que va dir la CNN el 25 d'agost, sobre el judici a l'"avantguarda mercenària" de 14 homes a Guinea Equatorial va ser:
L'acusat Nick du Toit ha dit que va ser presentat a Thatcher a Sud-àfrica en el 2003 per Simon Mann, el líder de 70 homes detinguts a Zimbàbue al març sospitosos de ser un grup de mercenaris amb rumb a Guinea Equatorial.
El 7 de juliol de 2008 fou sentenciat a 34 anys i quatre mesos de presó per la Cort de Malabo. El 2 de novembre de 2009 se li va atorgar "un perdó total per raons humanitàries" pel President Teodoro Obiang Nguema. Va tornar a Anglaterra el 6 de novembre. En 2017 es va donar a conèixer que Mann fou contractat en 2011 pel mateix Teodoro Obiang per controlar l'oposició. També acudó com a testimoni en el judici de Teodoro Nguema Obiang Mangue, presentat per la defensa de l'acusat.